# Tetrahydrofuran
Tetrahydrofuran (THF, nazwa systematyczna: oksolan) – organiczny związek chemiczny z grupy eterów cyklicznych, będący pochodną furanu. Stosowany jest głównie jako uniwersalny rozpuszczalnik organiczny.

## Otrzymywanie
Roczna produkcja tetrahydrofuranu na świecie w latach 90. XX wieku wynosiła ok. 200 tys. ton. Najczęściej stosowaną przemysłową metodą otrzymywania THF jest katalizowana kwasem dehydratacja 1,4-butanodiolu, który z kolei jest zwykle otrzymywany poprzez karboksylację acetylenu oraz następczą hydrogenację powstałego związku. Koncern DuPont opracował metodę produkcji tetrahydrofuranu za pomocą utlenienia n-butanu do bezwodnika maleinowego oraz jego następczą hydrogenację. Trzecią istotną metodą produkcji jest hydroformylowanie alkoholu allilowego i w dalszym etapie uwodornienie do butanodiolu, z którego otrzymuje się właściwy produkt.
THF może też być otrzymywany przez katalityczną hydrogenację furanu otrzymywanego z różnych pentoz. Metoda ta nie znalazła jednak szerszego zastosowania.

## Właściwości
THF jest bezbarwną, niskowrzącą cieczą, o ostrym, drażniącym zapachu. Miesza się w każdych proporcjach z wodą, a jednocześnie rozpuszcza wiele znanych związków organicznych, co sprawia, że jest dobrym rozpuszczalnikiem do prowadzenia różnych reakcji chemicznych. Często zastępuje w tej roli eter dietylowy, z uwagi na lepszą rozpuszczalność części związków i mniejszą lotność.

## Zastosowania
THF może ulegać polimeryzacji wywoływanej przez silne kwasy prowadząc do powstania liniowego polimeru – glikolu poli(tetrahydrometyloetylowego) (PTMEG), inaczej tlenku politetrametylenu (PTMO). Głównym zastosowaniem tego polimeru jest produkcja elastomerowych włókien poliuretanowych, takich jak Spandex.

### Synteza organiczna
Tetrahydrofuran jest wykorzystywany jako rozpuszczalnik w wielu przemysłowych procesach chemicznych. Stanowi rozpuszczalnik aprotyczny o stałej dielektrycznej wynoszącej 7,52. Jest umiarkowanie polarny i dobrze rozpuszcza większość związków organicznych. W niskiej temperaturze tworzy stałe klatraty.

### Inne zastosowania laboratoryjne
Z powodu obecności atomu tlenu w strukturze, tetrahydrofuran może koordynować kationy metali (np. Li+
, Mg2+
) oraz inne kwasy Lewisa takie jak borany. Dzięki temu zapewnia dobre środowisko do reakcji hydroborowania, w wyniku której selektywnie otrzymuje się alkohole pierwszorzędowe oraz do zawieszania związków metaloorganicznych takich jak związki Grignarda lub LDA. Jest silniejszą zasadą niż eter dietylowy, co pozwala na jego efektywne stosowanie wszędzie tam, gdzie wymagana jest duża zdolność do tworzenia kompleksów typu kwas–zasada Lewisa.
THF stosowany jest w chemii polimerów do rozpuszczania gum i podobnych polimerów w celu wyznaczenia ich mas cząsteczkowych za pomocą chromatografii wykluczania. Ponadto stosowany jest do sklejania ze sobą płytek PVC.

## Środki ostrożności
THF ma dużą zdolność do penetracji i uszkadzania tkanek miękkich. Wdychanie jego oparów powoduje uszkodzenia błon śluzowych nosa, powodujące krwawienie. Ma też szkodliwy wpływ na oczy i układ oddechowy. Nie ma natomiast zbyt silnych własności narkotycznych.
Długo przechowywany THF ma tendencję do polimeryzacji oraz do tworzenia nadtlenków. Nadtlenki te wybuchają w trakcie podgrzewania THF, co bywa przyczyną wypadków w laboratoriach chemicznych i zakładach przemysłowych stosujących ten związek. W celu wyeliminowania tego zagrożenia, do handlowego THF dodaje się zwykle inhibitory i tzw. „zmiatacze nadtlenków”, takie jak BHT. Destylowanego THF, w którym nie ma inhibitora, nie należy zbyt długo przechowywać.